# Psammettidae
Psammettidae es una familia de xenofioforos del orden Psamminida de la clase Xenophyophorea o filo Xenophyophora. Su rango cronoestratigráfico abarca el Holoceno.

## Discusión
Algunas clasificaciones han incluido Psammettidae en el suborden Astrorhizina del orden Astrorhizida, al rebajar a los xenofióforos a la categoría de superfamilia (superfamilia Xenophyophoroidea) y relacionarlos con este grupo de foraminíferos.

## Clasificación
Psammettidae incluye a los siguientes géneros:
- Maudammina
- Homogammina
- Psammetta